# Schacontia replica
Schacontia replica là một loài bướm đêm trong họ Crambidae.